# Malajuv
Malajuv (Ketupa sumatrana) är en fågel i familjen ugglor inom ordningen ugglefåglar. IUCN kategoriserar arten som livskraftig.

## Utseende och läte
Malajuven är en rätt liten (40–46 cm) uv med långa, utåtriktade örontofsar och korpsvarta ögon. Undersidan är fint tvärbandad, vingarna mörkt gråbruna och näbben stor och gul. Ungfåglar är mjölkvita med svaga grå tvärband över hela kroppen och mjukare, kortare "horn". Lätet är ett djupt "whooa-who, whooa-who" som avslutas med ett mörkt klagande, varje ton nedåtböjd och dubbla toner åtskilda med cirka två sekunder. Även olika sorters skriande, kacklande och "strypta" ljud kan höras.

## Utbredning och systematik
Malajuven förekommer i Sydostasien. Den delas in i två underarter med följande utbredning:
- Ketupa sumatrana sumatrana – förekommer i södra Myanmar, Thailand, Malackahalvön, Sumatra och på Bangka
- Ketupa sumatrana strepitans – förekommer på Borneo, Java och på Bali

Vissa urskiljer populationen på Borneo som den egna underarten tenuifasciatus.

### Släktestillhörighet
Arten placeras traditionellt i Bubo, men flera genetiska studier visar arterna i släktet inte står varandra närmast. Malajuven med släktingar förs därför allt oftare, som här, till fiskuvarna i släktet Ketupa.

## Levnadssätt
Arten hittas i vida skogar och stora parker från havsnivå upp till lägre bergstrakter. Födan består av stora insekter och små däggdjur, särskilt gnagare, ormar och småfåglar, men tar möjligen även större byten.

## Status och hot
Arten har ett stort utbredningsområde, men tros minska i antal, dock inte tillräckligt kraftigt för att den ska betraktas som hotad. Internationella naturvårdsunionen IUCN listar arten som nära hotad (LC).